# الحدود بين مصر وقطاع غزة

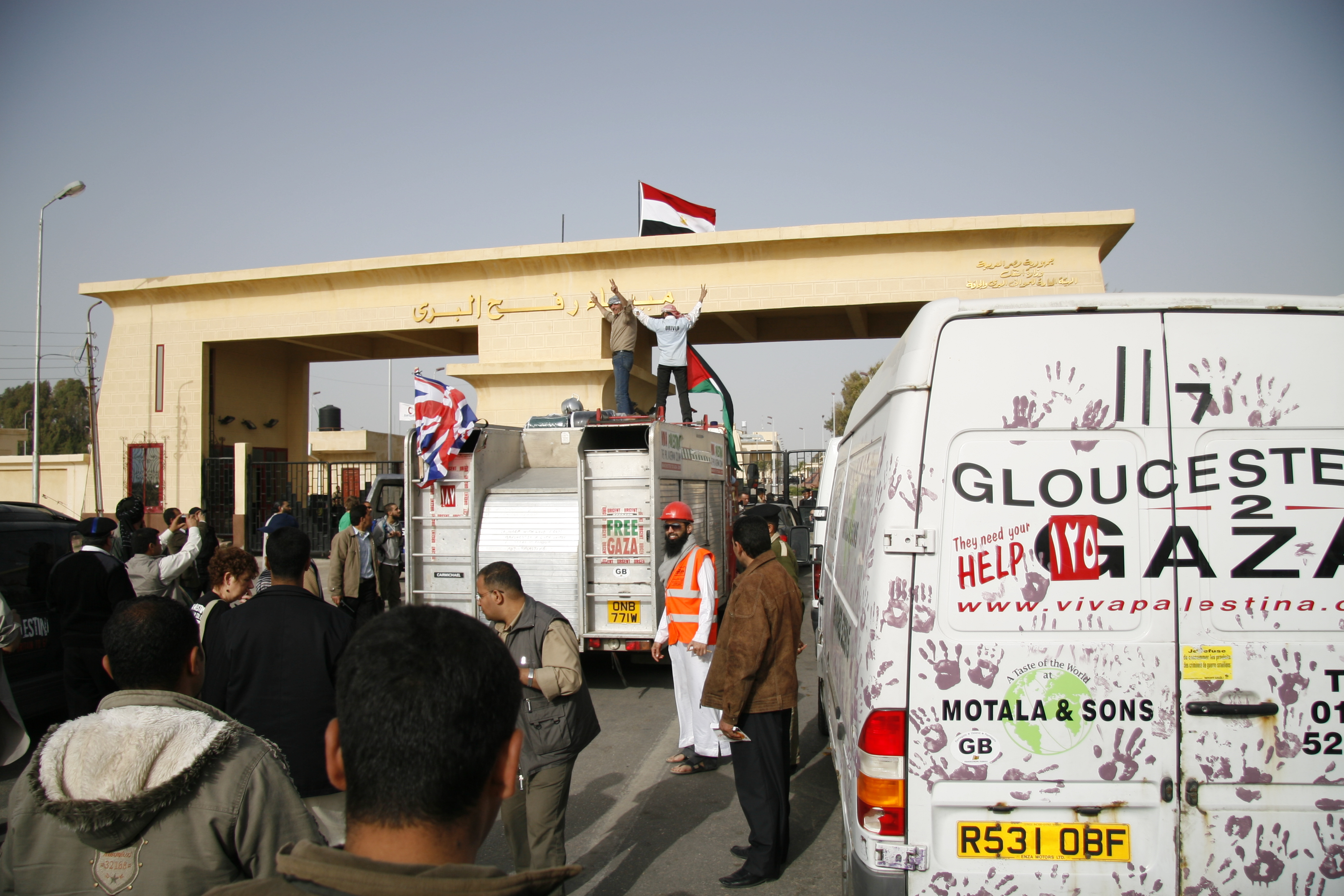
بوابة صلاح الدين في رفح

الحدود بين مصر وقطاع غزة هي حدود تمتد لمسافة 12 كيلومتر (7.5 ميل) تفصل بين مصر وقطاع غزة. وهناك منطقة عازلة على طول الحدود تسمى محور صلاح الدين، يبلغ طولها حوالي 14 كيلومتر (8.7 ميل).
يعتبر معبر رفح هو المعبر الوحيد بين مصر وقطاع غزة. يقع على الحدود الدولية التي تم تأكيدها في معاهدة السلام المصرية الإسرائيلية عام 1979. يسمح فقط بعبور الأشخاص عبر معبر رفح الحدودي. على هذا النحو فإن الحدود بين مصر وغزة مفتوحة فقط لمرور الافراد وليس للبضائع. إذ يجب أن تمر جميع حركة الشحن عبر إسرائيل وعادةً عبر معبر كرم أبو سالم الحدودي الذي تسيطر عليه إسرائيل على الجدار الفاصل بين غزة وإسرائيل.

## خلفية
في 1 أكتوبر 1906، اتفقت الحكومتان العثمانية والبريطانية على الحدود بين فلسطين الخاضعة للحكم العثماني والبريطانيون الذين يحكمون مصر، من طابا إلى رفح. على الرغم من أن فلسطين كانت أيضًا بعد الحرب العالمية الأولى تحت السيطرة البريطانية، إلا أنه تم الحفاظ على الحدود بين مصر وفلسطين للسيطرة على حركة البدو المحليين. منذ عام 1948تم ضم غزة إلى مصر. وبالتالي، فإن الحدود بين قطاع غزة ومصر كانت مجرد حدود إدارية دون رقابة حدودية. في حرب 1967، احتلت إسرائيل شبه جزيرة سيناء وقطاع غزة من مصر، ومرة أخرى كانت هناك سيطرة اسمية على الحدود.
عام 1979، وقعت إسرائيل ومصر معاهدة سلام أعادت سيناء، المتاخمة لقطاع غزة، للسيطرة المصرية. كجزء من تلك المعاهدة، تم إنشاء شريط من الأرض يبلغ عرضه 100 متر، يُعرف باسم محور صلاح الدين، كمنطقةً عازلةً بين قطاع غزة ومصر. في معاهدة السلام، تم رسم الحدود بين غزة ومصر عبر مدينة رفح. عندما انسحبت إسرائيل من سيناء عام 1982، تم تقسيم رفح إلى قسمين مصري وفلسطيني، مما أدى إلى تقسيم العائلات، وفصلها عن بعضها البعض بحواجز من الأسلاك الشائكة.

## المنطقة العازلة الإسرائيلية
بموجب معاهدة السلام بين مصر وإسرائيل عام 1979، كانت المنطقة العازلة لمحور صلاح الدين عبارة عن شريط من الأرض يبلغ عرضه 100 متر على طول الحدود بين قطاع غزة ومصر. حتى عام 2000، كانت المنطقة العازلة الفعلية بعرض 20-40 مترًا بجدار خرساني بارتفاع 2.5 إلى 3 أمتار يعلوه أسلاك شائكة. وخلال الانتفاضة الثانية التي بدأت في عام 2000، وسعت إسرائيل المنطقة العازلة إلى 200-300 متر وبنت جدارًا حاجزًا معظمه من الصفائح المعدنية المموجة، مع امتدادات من الخرسانة تعلوها أسلاك شائكة. تطلب بناء المنطقة العازلة هدم كتل كاملة من المنازل عند المدخل الرئيسي لرفح.

### توسيع 2001–2003
منذ عام 2001، هدم الجيش الإسرائيلي منازل الفلسطينيين في رفح لإنشاء المنطقة العازلة. في عام 2002 تم تدمير مئات المنازل في رفح لتوسيع المنطقة العازلة وبناء جدار حديدي بارتفاع ثمانية أمتار وطوله 1.6 كيلومتر على طول الحدود. كما امتد السور إلى عمق مترين تحت سطح الأرض. تم بناء الجدار على بعد حوالي 80-90 مترًا من الحدود، مما ضاعف عرض ممر الدورية. بعد الانتهاء من الجدار المعدني في أوائل عام 2003، استمرت عمليات الهدم بل وزادت بشكل كبير.

### توسيع 2004عملية قوس قزح
بعد مقتل 5 جنود إسرائيليين في 12 مايو 2004 كانوا يعملون في المنطقة العازلة، وافقت الحكومة الإسرائيلية في 13 مايو على خطة لتوسيع المنطقة العازلة، الأمر الذي تطلب هدم مئات المنازل. وأوصى الجيش الإسرائيلي بهدم جميع المنازل في نطاق 300 متر من مواقعه، أو نحو 400 متر من الحدود. أثارت الخطة انتقادات دولية قوية.
في 14 مايو، دخلت قوة كبيرة من الجيش الإسرائيلي «الكتلة البرازيلية» في رفح وأثناء قتال عنيف، كما ذكرت وكالة الأونروا، قُتل 12 فلسطينيًا وأصيب 52 بجروح. بدأت قوات الاحتلال الإسرائيلي بهدم منازل في حي قشطة. ودمرت عشرات المنازل. في حوالي منتصف ليل اليوم نفسه، أصدرت المحكمة العليا الإسرائيلية أمرًا مؤقتًا يمنع الجيش الإسرائيلي مؤقتًا من هدم المنازل في مخيم اللاجئين، إذا لم يكن العمل جزءًا من «عملية عسكرية عادية». ومع ذلك، استمر الجيش الإسرائيلي في تدمير المنازل حتى 15 مايو بحلول الساعة 5:00 بسبب «ضرورة عسكرية فورية، أو خطر على الجنود، أو إعاقة لعملية عسكرية»،  رافعا عدد المنازل المدمرة إلى ما يزيد عن 100 منزل.
في 16 مايو، قضت المحكمة العليا بأنه يجوز للجيش الإسرائيلي تدمير المنازل حسب احتياجاتهم؛ وكان الجيش الإسرائيلي قد تعهد بالامتناع عن هدم المنازل دون داع. في اليوم التالي، بدأت إسرائيل «عملية قوس قزح».
في 18 مايو، أعلنت الحكومة الإسرائيلية إلغاء خطة توسيع المنطقة العازلة على طول الحدود المصرية،  في الوقت الذي اجتاح فيه الجيش رفح بكثافة واستمر في تدميرها على نطاق واسع. في 19 مايو 2004، أدان مجلس الأمن التابع للأمم المتحدة قتل المدنيين الفلسطينيين وهدم المنازل.
بين 1 أبريل 2003 إلى 30 أبريل 2004، تم هدم 106 منزل في رفح. وبحسب هيومان رايتس ووتش، فإن تبريرات الجيش الإسرائيلي للتدمير مشكوك فيها وتتوافق إلى حد ما مع هدف وجود منطقة حدودية واسعة وخالية لتسهيل السيطرة طويلة الأمد على قطاع غزة.

### توسيع 2005
تم التخلي عن خطة للجيش لحفر خندق على طول الحدود في عام 2005 بعد أن أصبح من الواضح أنه من المحتمل أن يرفضها المدعي العام الإسرائيلي مناحم مازوز، لأنها تطلبت تدمير 3000 منزل إضافي في رفح. وبدلاً من ذلك، بدأ الجيش الإسرائيلي في بناء جدار خرساني بارتفاع 7-9 أمتار على طول الحدود في شريط أمني بعرض 60-100 متر، ومجهز بأجهزة استشعار إلكترونية وحواجز خرسانية تحت الأرض لمنع حفر الانفاق.

## المنطقة العازلة المصرية

### السور الحديدي 2009
في ديسمبر 2009، بدأت مصر بمساعدة الولايات المتحدة في بناء حاجز بين مصر وغزة على طول حدود غزة، ويتألف من جدار فولاذي.

### هدم المنازل وانفاق التهريب 2013–2015
في أكتوبر 2014، أعلنت مصر أنها تخطط لتوسيع المنطقة العازلة بين غزة ومصر، في أعقاب هجوم من غزة أسفر عن مقتل 31 جنديًا مصريًا. تم إنشاء الحاجز العازل «في خطوة تهدف إلى وقف مرور الأسلحة والمسلحين عبر أنفاق التهريب عبر الحدود، لكنها تفرض أيضًا مزيدًا من الضغط على حركة حماس الفلسطينية».
أمرت السلطات المصرية السكان الذين يعيشون على طول الحدود الشرقية للبلاد بإخلاء منازلهم قبل هدمها. ستشمل المنطقة العازلة خنادق مملوءة بالمياه لإحباط حفارات الأنفاق وستكون بعرض 500 متر وممتدة على طول 13 كم. بعد إعلان إبراهيم محلب، رئيس وزراء مصر، أن أي سكان غير راغبين في الانتقال طوعاً سيتم إبعادهم بالقوة من منازلهم، غادر العديد من السكان المنطقة. في 17 نوفمبر 2014، أعلنت مصر أنه سيتم مضاعفة المنطقة العازلة إلى 1 كم بسبب اكتشاف أنفاق أطول من المتوقع.
وافق الرئيس الفلسطيني محمود عباس على العملية، بحجة أن أنفاق التهريب تحت الحدود أنتجت 1800 مليونيرا، واستخدمت في تهريب الأسلحة والمخدرات والنقود والمعدات لتزوير الوثائق. وكان عباس قد أوصى في وقت سابق بإغلاق الأنفاق أو تدميرها بغمرها ثم معاقبة أصحاب المنازل التي تحتوي على مداخل الأنفاق، بما في ذلك هدم منازلهم.
في 8 يناير 2015، أدى التوسع في مصر إلى تدمير حوالي 1220 منزلًا،  مع تدمير أكثر من 1600 نفق. وتراوح طول بعض الأنفاق المكتشفة أكثر من كيلومتر واحد وتحتوي على أنظمة إضاءة وتهوية وهاتف. ومن المتوقع أن تبلغ التكلفة الإجمالية لهذه المرحلة من المنطقة العازلة 70 مليون دولار. في فبراير 2015، ردا على المنطقة العازلة، قطعت داعش رؤوس 10 رجال يُعتقد أنهم جواسيس للموساد والجيش المصري.
في يونيو 2015، أكملت مصر حفر خندق عند معبر رفح، بعرض 20 مترًا في عمق 10 أمتار. يقع على بعد كيلومترين من الحدود مع غزة خارج مدينة رفح وجزء من المنطقة العازلة الموسعة. تم التخطيط لتوسيع الخندق إلى جانب أبراج المراقبة.
في 11 سبتمبر 2015 بدأ الجيش المصري بضخ المياه من البحر الأبيض المتوسط إلى الأنفاق. وبحسب الرئيس المصري عبد الفتاح السيسي، تم إغراق الأنفاق بالتنسيق مع السلطة الفلسطينية. واستنكرت عدد من الفصائل الفلسطينية إغراق الحدود بمياه البحر لما يشكله من خطورة على البيئة والمياه الجوفية. في نوفمبر 2015، انهارت بالفعل مساحات كبيرة من التربة نتيجة الفيضانات، مما هدد منازل سكان غزة في رفح بالقرب من بوابة صلاح الدين. المياه المالحة تتدفق من الأرض وتلوث التربة وتجعلها غير صالحة للزراعة. كما أن مياه البحر تدمر طبقات المياه الجوفية الطبيعية، «التي استنفدها الإسرائيليون بالفعل، الذين يحفرون الآبار على عمق آلاف الأمتار أكثر من آبارنا».
طبقاً لـهيومن رايتس ووتش، هدمت السلطات المصرية بين يوليو 2013 وأغسطس 2015 ما لا يقل عن 3255 مبنى سكني وتجاري وإداري ومجتمعي على طول الحدود، وطردت آلاف الأشخاص قسراً.

## معبر رفح
معبر رفح هو المعبر الوحيد بين مصر وقطاع غزة. يقع على الحدود الدولية التي أكدتها معاهدة السلام المصرية الإسرائيلية عام 1979 وانسحاب إسرائيل من شبه جزيرة سيناء عام 1982. لا يجوز استخدام معبر رفح إلا لمرور الأشخاص. يجب أن تستخدم جميع البضائع معبر كرم أبو سالم الحدودي على الحدود بين إسرائيل وغزة.
كانت سلطة المطارات الإسرائيلية تدير المعبر إلى أن أخلت إسرائيل غزة في 11 سبتمبر 2005 كجزء من خطة فك الارتباط الإسرائيلية أحادية الجانب. بعد ذلك، أصبحت مهمة بعثة الاتحاد الأوروبي للمساعدة الحدودية في رفح هي من تدير المعبر.